# Velo Veronese
Velo Veronese es una localidad y comune italiana de la provincia de Verona, región de Véneto, con 801 habitantes.

## Evolución demográfica
| Gráfica de evolución demográfica de Velo Veronese entre 1861 y 2001 |
|                                                                     |
| Fuente ISTAT - elaboración gráfica de Wikipedia                     |